# جاكوب بيرنبوم
جاكوب بيرنبوم (بالإنجليزية: Jacob Birnbaum)‏ هو ناشط حقوق الإنسان أمريكي، ولد في 10 ديسمبر 1926، وتوفي في 9 أبريل 2014 في مانهاتن في الولايات المتحدة.